# San Sebastián de los Reyes
San Sebastián de los Reyes – miasto w regionie Madryt. Położone 18 km od centrum Madrytu.

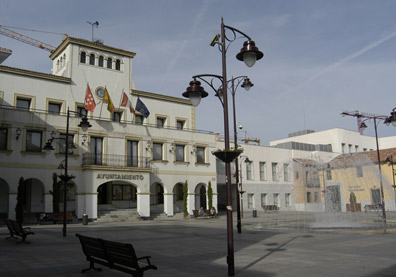
Plac Constitución
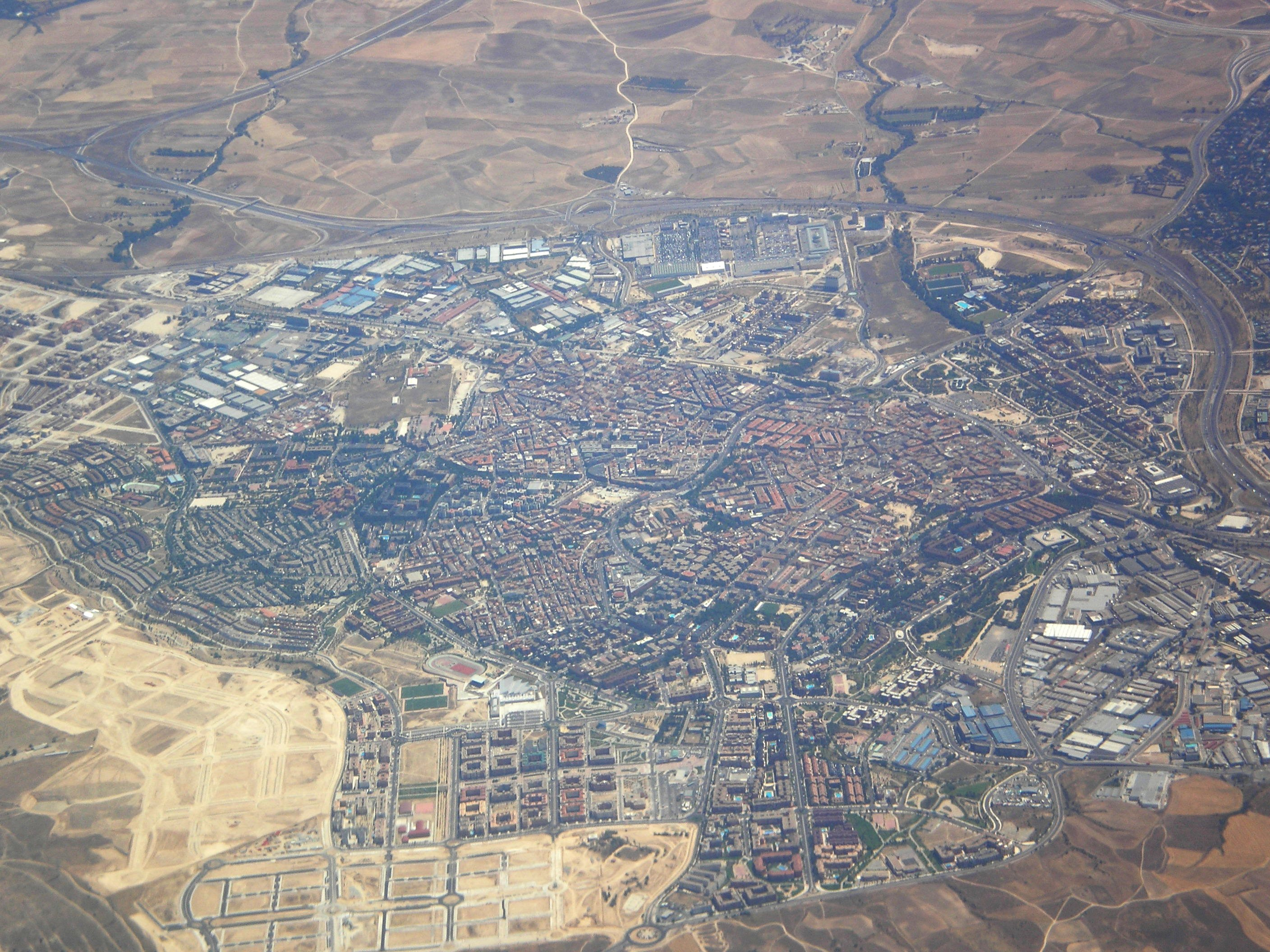
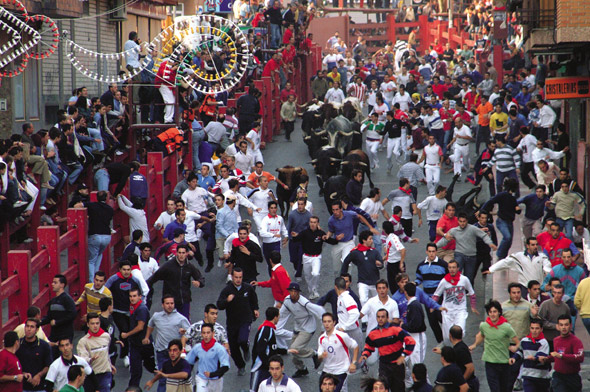

## Miasta partnerskie
- Baunatal, Niemcy